# کعک

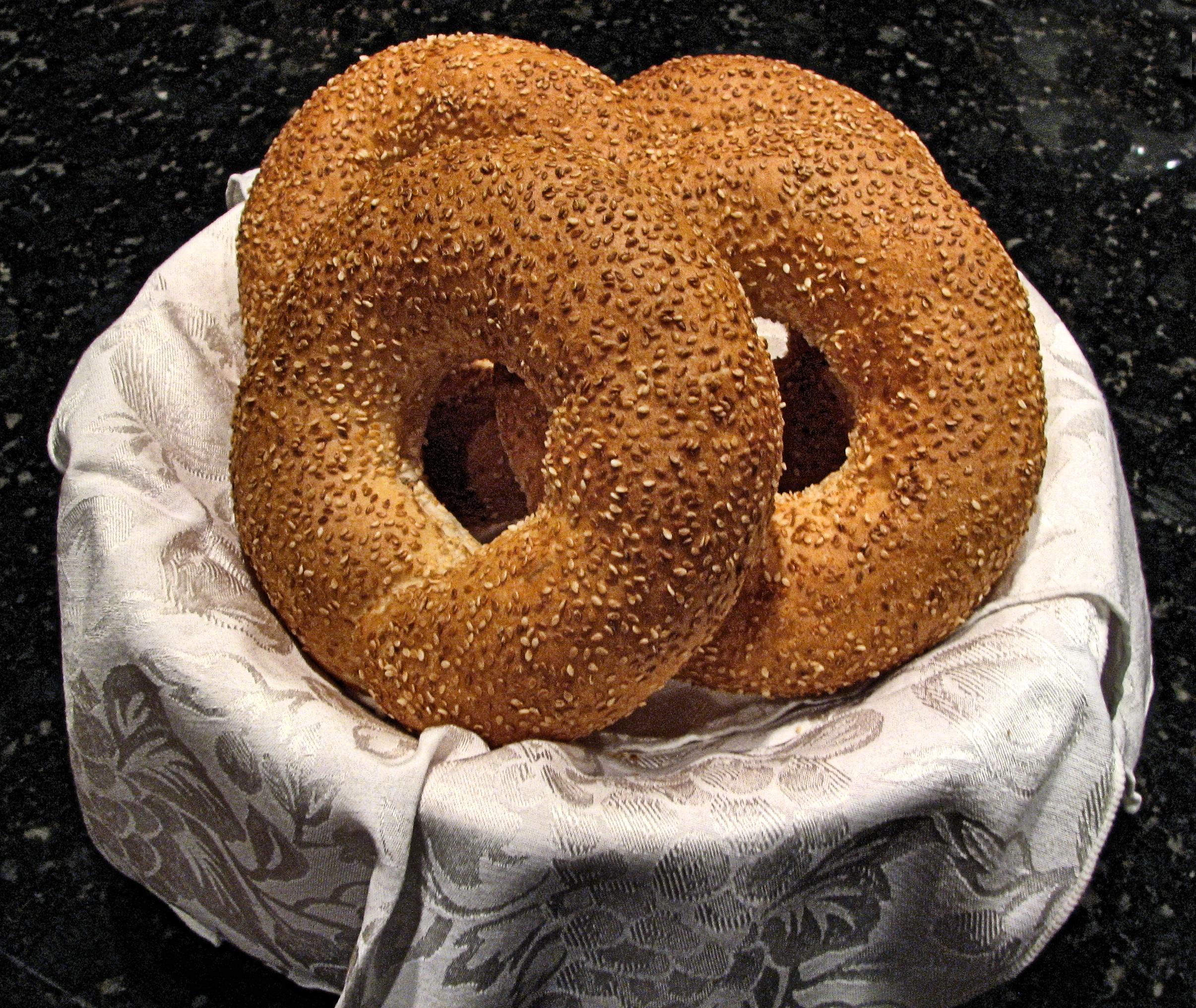
کعک عربی با خشخاش

کعک (عربی: كعك) در زبان عربی به معنای کیک است، و می‌تواند به انواع مختلفی از شیرینی‌های پخته شده که در سراسر جهان عرب و خاور نزدیک تولید می‌شود، اشاره داشته باشد. این شیرینی در کشورهای خاورمیانه شبیه به یک بیسکویت سفت است. این شیرینی در اندونزی محبوب است و به آن "kue kaak" گفته می‌شود.

## تاریخچه
کعک برای اولین بار در کتاب الوسله الحبیب، که از سوریه در قرن سیزدهم سرچشمه می‌گیرد، آورده شده است. کتاب الوسلة الحبیب سه دستور پخت برای کعک ارائه می‌دهد.

## تغییرات
- کعک می‌تواند نوعی نان باشد که در وعده شام مصرف می‌شود. به شکل حلقه ای بزرگ درست می‌شود و با دانه‌های کنجد پوشانده می‌شود.
- یا به عنوان میان‌وعده یا برای صبحانه با زعتر مصرف می‌شود. در اورشلیم، گاهی در کنار تخم مرغ و فلافل سرو می‌شود.
- در لبنان خمیر شیرینی به صورت طناب در می‌آید و سپس به شکل حلقه فرم می‌گیرد و روی آن دانه‌های کنجد می‌ریزند. به جای زعتر بعد از پخت با شیر و شکر لعاب داده و خشک می‌کنند.
- یهودیان تونسی نیز یک نوع شیرینی درست می‌کنند که در آن از خمیرمایه استفاده نمی‌کنند.

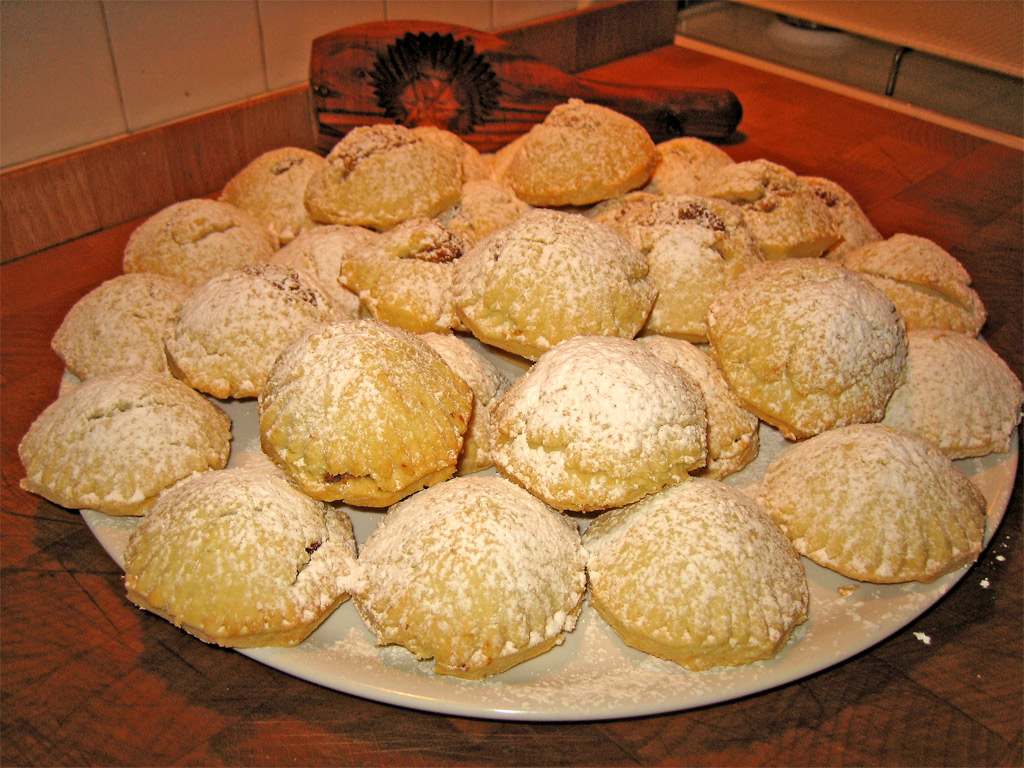
نوعی کعک در لبنان